# Dubuc
Dubuc es un pueblo canadiense situado en la provincia de Saskatchewan.

## Superficie
Dubuc tiene una superficie de 0,61 km².

## Demografía
En 2021, tenía 71 habitantes, una densidad poblacional de 117,1 hab./km², y 45 viviendas.